# Ille-sur-Têt
Ille-sur-Têt (în catalană Illa) este o comună în departamentul Pyrénées-Orientales din sudul Franței. În 2009 avea o populație de 5.264 de locuitori.

## Evoluția populației
| An        | 1975  | 1982  | 1990  | 1999  | 2006  | 2009  |
| --------- | ----- | ----- | ----- | ----- | ----- | ----- |
| Populație | 5.258 | 5.249 | 5.095 | 4.993 | 5.211 | 5.264 |